# Alles klar
Alles klar ist ein Studioalbum der deutschen Country-Band Truck Stop, das 1984 erschien. Produziert wurde es wie der Vorgänger Potz Blitz von Joe Menke und seinem Toningenieur Volker Heintzen.

## Entstehungsgeschichte
Nachdem 1983 das Album Potz Blitz kommerziell nicht erfolgreich war, versuchte sich die Band wieder am sonstig bekannten Country-Genre. Kurz vor der Produktion stieß Knut Bewersdorff zur Band, der an der Pedal-Steel-Gitarre und auch als eine der Gesangstimmen in der Band agiert. Das Album wurde im Studio in Maschen aufgenommen von Joe Menke (der schon 11 Alben zu dieser Zeit für die Band aufnahm). Die Titel schrieb nicht nur die Band, sondern auch ihr langjähriger Weggefährte Claus Dieter „Opa“ Eckardt und auch der Texter und Komponist Burkhard Brozat. Für einen Titel textete Ralf-René Maué (u. a. Text und Komponist für London Boys und Roger Cicero) mit. 

## Titelliste
1. Alles klar (Text: Brozat / Musik: Lost, Brozat)
2. Ein Tag wie ein Freund (Text und Musik: Brozat, Reichling)
3. Mein Stiefel kommt in’ Himmel (Text: Eckardt / Musik: Lost)
4. Johnny Galaxis (Text: Brozat, Ibing / Musik: Brozat)
5. Die Elbbrücke ist aus Eisen (Text: Ralf-René Maué / Musik: Uwe Lost)
6. Lass mal gut sein (Text: Eckardt / Musik: Ibing, Reichling)
7. Wir zwei (Text: Doll / Musik: Cisco Berndt, Reichling)
8. Happy Birthday (Text und Musik: Brozat, Eckardt)
9. Truck Stop Mama (Text: Ibing, Brozat / Musik: Brozat)
10. Cowboy-Boots und Rock ’n’ Roll (Text: Eckardt / Musik: Lost, Eckardt)
11. Nie mehr (Text: Eckardt / Musik: Eckardt, Reichling)
12. Ich heb’ die Welt aus ihren Angeln (Text und Musik: Brozat und Reichling)
13. Kopf hoch, Cowboy (Text: Eckardt / Musik: Bewersdorff)
14. Urlaub, Urlaub (Text und Musik: Berndt)